# 1689 az irodalomban
Az 1689. év az irodalomban.

## Események
- május 16. – Macuo Basó japán haiku-költő elindul vándorútjára, melynek terméke lesz leghíresebb útinaplója, az Oku no hoszomicsi (Keskeny út északra).
- Misztótfalusi Kis Miklós hazatér külföldről, nyomdája 1693-ban kezd el dolgozni.

## Új művek
- John Locke: An essay concerning human understanding (Értekezés az emberi értelemről); 1689-ben jelent meg, bár a címlapon az 1690-es évszám van feltüntetve.

### Dráma
- Jean Racine drámája: Eszter (Esther) (bemutató).

## Születések
- január 18.– Montesquieu, a francia felvilágosodás nagy hatású írója, filozófusa († 1755)
- augusztus 19. – Samuel Richardson angol író, a modern regényírás úttörője († 1761)

## Halálozások
- november 13. – Philipp von Zesen német költő, író és műfordító (* 1619)